# Sapignies
Sapignies ist eine Gemeinde im französischen Département Pas-de-Calais in der Region Hauts-de-France. Sie gehört zum Kanton Bapaume im Arrondissement Arras. Sie grenzt im Nordwesten und im Norden an Béhagnies, im Nordosten an Mory, im Osten an Favreuil und im Süden und im Südwesten an Biefvillers-lès-Bapaume.
Die Route nationale 37 führt über Sapignies.

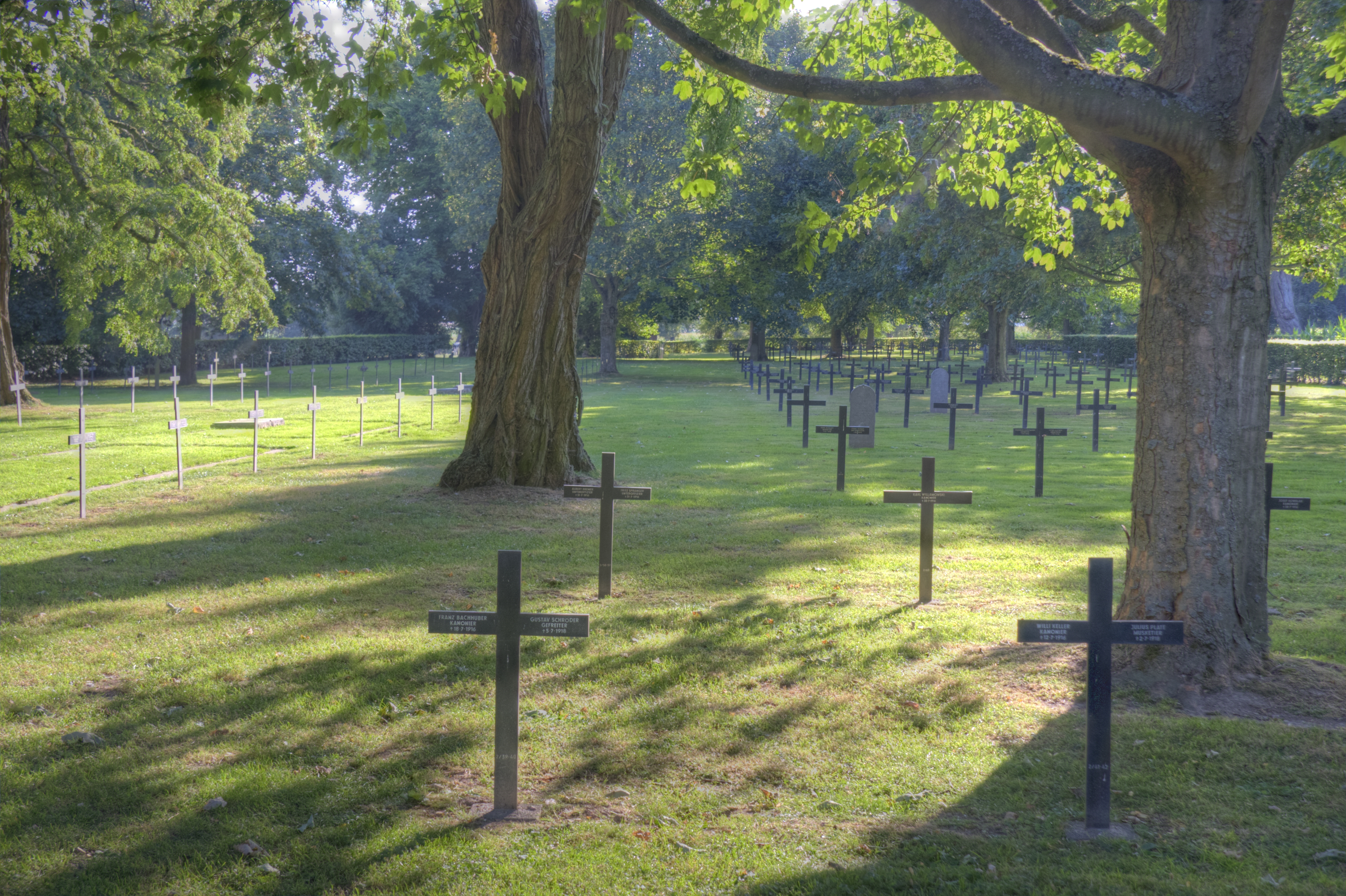
Soldatenfriedhof

## Bevölkerungsentwicklung
| Jahr      | 1962 | 1968 | 1975 | 1982 | 1990 | 1999 | 2008 | 2013 |
| --------- | ---- | ---- | ---- | ---- | ---- | ---- | ---- | ---- |
| Einwohner | 163  | 147  | 140  | 113  | 137  | 140  | 187  | 184  |